# جامعة كاميانيتس بوديلسكي الوطنية
جامعة كاميانيتس بوديلسكي الوطنية مؤسسة تعليم عالي أوكرانية، (بالأوكرانية: Кам'яне́ць-Поді́льський націона́льний університе́т і́мені Іва́на Огіє́нка) هي جامعة تقع في خملنيتسكي أوبلاست، أوكرانيا. تأسست هذه الجامعة في سنة 1918